# Li Yuehong
Li Yuehong (28 de agosto de 1989) é um atirador esportivo chinês, medalhista olímpico.

## Carreira
Li Yuehong representou a China nas Olimpíadas, de 2016, na qual conquistou a medalha de bronze em 2016, na Pistola rápida 25 m masculino. Nos Jogos de 2020, em Tóquio, voltou a conquistar o bronze. Já nos Jogos Olímpicos de Verão de 2024, em Paris, finalmente consagrou-se campeão, com a medalha de ouro na mesma prova.